# Köveskál
Köveskál è un comune dell'Ungheria di 183 abitanti (dati 2001). È situato nella contea di Veszprém.